# Garcinia venulosa
Garcinia venulosa är en tvåhjärtbladig växtart som först beskrevs av Francisco Manuel Blanco, och fick sitt nu gällande namn av Jacques Denys Denis Choisy. Garcinia venulosa ingår i släktet Garcinia och familjen Clusiaceae. Inga underarter finns listade i Catalogue of Life.